# S&M (canção)
"S&M" é uma canção da cantora barbadense Rihanna, gravada para o seu quinto álbum de estúdio Loud. Foi composta por Mikkel Eriksen, Tor Hermansen, Sandy Wilhelm e Ester Dean, com a produção a cargo da equipa norueguesa Stargate e Sandy Vee. A sua gravação decorreu em 2010, nos estúdios Roc the Mic em Nova Iorque, Westlake Recording Studios em Los Angeles e The Bunker Studios em Paris. O tema foi enviado para as rádios norte-americanas a 23 de Janeiro de 2011 através da Def Jam Recordings, tornando-se o terceiro single do disco. A 11 de Fevereiro, foi disponibilizado na iTunes Store de vários países, como o Brasil, Finlândia e Portugal. Mais tarde, foi ainda editado um extended play (EP) e um pacote de remisturas a partir da original. Musicalmente, a canção deriva de géneros eurodance, electro e dance-pop. Incorpora demonstrações das linhas dos sintetizadores de "Master and Servant" da banda inglesa Depeche Mode[carece de fontes?]; o seu instrumental foi trabalhado com sintetizadores, baixo, teclado e guitarras. Liricamente, revela os prazeres sexuais da cantora como uma metáfora para atacar elementos mediáticos.
Os críticos de música contemporânea fizeram diversas análises à canção após o lançamento do disco, em que alguns a denominaram como o destaque do álbum. Comentaram também a vibração electrónica e de dance-pop embutida na melodia, afirmando que "deixa claro o grande salto na carreira da cantora". Outros criticaram as investidas sexuais divulgadas abertamente na letra da canção. Alcançou a primeira posição na ARIA Singles Chart da Austrália, Canadian Hot 100 do Canadá e ZPAV da Polónia. Nos Estados Unidos, chegou ao segundo lugar na Billboard Hot 100, no entanto, com as vendas combinadas de uma versão remisturada com vocais de Britney Spears, tornou-se o décimo número um de Rihanna e o quinto de Spears no país. Posteriormente a Australian Recording Industry Association (ARIA) certificou o single com seis discos de platina e a Recording Industry Association of America (RIAA) com quatro.
O vídeo musical, dirigido por Melina Matsoukas, estreou a 1 de Novembro de 2011 através do serviço VEVO. O tema retratado passa, em parte, uma espécie de resposta por Rihanna aos críticos depreciativos, além de actos sadomasoquistas e fetiches softcore. É expressa a metáfora da luta de uma celebridade contra os elementos dos média, contando com a participação do blogueiro Perez Hilton. O projecto foi banido em alguns países, sendo que era apenas transmitido à noite por algumas estações de televisão. Posteriormente ao lançamento do teledisco, o tema foi reeditado no Reino Unido e intitulado como "Come On" para as reproduções durante o período diurno. Os críticos elogiaram o uso de cores vibrantes e a sensualidade embutida no trabalho. O fotógrafo David LaChapelle entrou com uma acção judicial alegando que o vídeo incorpora ideias das suas fotografias. O caso acabou por ser resolvido em consenso com uma quantia de dinheiro não revelada. A faixa recebeu várias interpretações ao vivo como parte da sua divulgação, inclusive durante as cerimónias de entrega de prémios Brit Awards e Billboard Music Awards de 2011, além da sua inclusão no alinhamento na terceira parte da digressão mundial Last Girl on Earth Tour, e ainda durante toda a edição da The Loud Tour e Diamonds World Tour. "S&M" fez parte da Femme Fatale Tour de Britney Spears após o lançamento da remistura oficial de colaboração.

## Antecedentes e lançamento
"Eu não penso nela [canção] de uma forma sexual, estou a pensar numa forma metafórica. É mais numa de dizer que as pessoas podem falar.... as pessoas vão falar de nós, não podemos impedi-lo. Apenas temos que ser essa pessoa forte e saber quem nós somos na realidade para que isso não nos afecte. E eu pensei que isso era algo super admirável..."

— Rihanna sobre a sua impressão de "S&M".
Durante a 53.ª edição dos Grammy Awards, Tor Erik Hermansen, membro da equipa de produção norueguesa StarGate, revelou que posteriormente à elaboração do CD, "Rihanna veio ter connosco antes de começarmos a gravar e disse 'Eu sinto-me óptima sobre mim mesma. Quero voltar ao tempo em que me divertia, quero fazer gravações felizes e de ritmo acelerado'". Hermansen explicou mais tarde que acederam ao pedido da jovem porque o seu álbum anterior, Rated R, não tinha temas de ritmo acelerado. "Only Girl (In the World)" tornou-se na primeira faixa a ser completada para Loud, e a intérprete escolheu-a para inclusão no disco antes mesmo de tê-la gravado. Enquanto promovia Rated R na sua segunda digressão mundial Last Girl on Earth Tour e filmava Battleship, começaram as sessões de gravação do quinto disco de originais da cantora. Mais tarde, a artista afirmou numa entrevista com a revista Entertainment Tonight, "Loud, é a palavra, o nome do álbum que reflecte definitivamente a sua atitude, é muito atrevida e namoradeira o suficiente parar chamar a sua atenção, e é por isso que gosto. Leva-vos num passeio realmente muito interessante. Muito colorido o álbum". A sonoridade difere de trabalhos anteriores de Rihanna, incluindo géneros dance-pop, electro, R&B, e marcando o retorno às origens dancehall que eram proeminentes nos seus primeiros trabalhos discográficos Music of the Sun (2005) e A Girl like Me (2006).
Ainda antes da data de lançamento do disco, a música foi divulgada na Internet a 5 de Novembro de 2010, juntamente com algumas outras faixas do alinhamento. Durante uma entrevista no programa Elvis Duran and the Morning Show, Rihanna afirmou que queria que os seus fãs escolhessem entre "S&M" e "Cheers (Drink to That)" como possível foco de promoção. Posteriormente, a jovem optou pela primeira opção, e em entrevista com a Rolling Stone falou sobre o seu interesse em actividades sadomasoquistas e de bondage, temas centrais na obra: "Eu gosto de assumir o comando, mas adoro ser submissa... ser submissa no quarto é muito divertido. Transformar-nos em pequenas senhoras, ter alguém macho e que assuma o controlo". Dean, uma das compositoras da canção, explicou a sua concepção e as letras sexualmente sugestivas ao repórter Gail Mitchell da revista Billboard:
| “ | A primeira coisa que me veio foi 'Vamos lá, vamos lá'. Estou a pensar, 'eu não sei o que diabos isso está prestes a tornar-se'. E lembrei-me que tinha visto algo do género, 'Paus e pedras podem partir-me os ossos'. Depois veio "Mas correntes e chicotes excitam-me'. Quando as pessoas têm uma grande faixa que fala por si, parece que já existe uma história nela. | ” |

Rihanna explicou numa entrevista à publicação Spin que a letra era metafórica. A artista disse que a música tratava sobre como ter confiança na própria identidade e ser imune a boatos e críticas. O tema foi enviado para as rádios norte-americanas a 23 de Janeiro de 2011 através da Def Jam Recordings, tornando-se o terceiro single do disco. A 11 de Fevereiro, foi disponibilizado na iTunes Store de vários países, como o Brasil, Finlândia e Portugal. Mais tarde, foi ainda editado um extended play (EP) e um pacote de remisturas a partir da original. Na Europa, nomeadamente na Alemanha, foi comercializado um CD single também para promover a obra.

## Estilo musical e letra
"S&M" é uma canção que combina estilos eurodance e electrónicos com fortes elementos de dance-pop, produzida pela equipa norueguesa Stargate e pelo francês Sandy Vee. Incorpora ainda demonstrações da linha de sintetizadores da canção de 1984 "Master and Servant" da banda inglesa Depeche Mode, que também contém conteúdo lírico relacionado com o sadomasoquismo. A sua gravação decorreu em 2010 nos estúdios Roc the Mic em Nova Iorque, Westlake Recording Studios em Los Angeles, na Califórnia e The Bunker Studios em Paris, na França. A sua composição foi construída através de acordes de guitarra e vocais fortes. Consiste ainda no uso de bateria, baixo e teclado. Os vocais da artista foram gravados por Kuk Harrell e produzidos por Harrel, Josh Gudwin e Marcos Tovar, com a assistência de Bobby Campbell em todo o processo. O tema foi misturado por Vee nos The Bunker Studios e por Phil Tan no The Ninja Beat Club em Atlanta, Geórgia. Todo o instrumental foi fornecido por Eriksen, Hermansen e Vee, enquanto que Dean também providenciou vocais de suporte. Segundo Becky Bain do sítio Idolator, a faixa apresenta batidas que soam como uma "mistura entre "Only Girl (In the World)" e "Shut Up and Drive"". Da mesma opinião que Becky, Chris Ryan do MTV Buzzworthy adjectivou a sonoridade como "ameaçadora, através dos sons do teclado". O jornal nova-iorquino The New York Times chegou à conclusão que a sua estrutura musical era "digna de uma pista de dança de uma discoteca", se conjugada com "o refrão de "Let's Go to Bed" pela banda The Cure". Stacey Anderson da revista Spin acrescentou que "a voz dela [Rihanna] tem um efeito estratosférico sob impulsos electromagnéticos".
A letra foi escrita por Eriksen, Hermansen, Sandy Wilhelm e Ester Dean. Liricamente, a faixa trata assuntos como o sexo, sadomasoquismo, bondage e fetiches BDSM, além de retratar fantasias sexuais e a excitação do parceiro. De acordo com a partitura publicada pela Peer International Corporation, a música é definida no tempo de assinatura moderado dance groove com um metrónomo de 128 batidas por minuto. Composta na chave de mi menor com o alcance vocal que vai desde da nota baixa de dó, para a nota de alta de ré. O tema começa com o gancho "Na, na, na, c'mon", e durante o refrão, Rihanna interpreta "friamente" os versos, "Posso ser má, mas sou perfeitamente boa ao sê-lo / Sexo no ar, não me importa, adoro o seu cheiro". Os média consideraram "provocante, namoradeira e sexualmente aventureira" e elogiaram a sua proeza sexual. De acordo com Jake Conway da revista Q, as letras são culpadas de "despojamento de emoção sexual" e reencarnar a violência como fetiche. Conway observou que a cantora homenageia os actos sexuais numa forte dança com humor de discoteca. Ryan da MTV também comentou o conteúdo lírico, descrevendo a canção como sendo sobre "actividades sujas, feias e ilícitas no quarto". A BBC Radio 1 recusou-se a reproduzir o trabalho antes das 19 horas, devido à sua letra "provocadora". Um porta-voz da estação disse que estariam "à espera de uma versão editada antes de decidir se a faixa seria tocada durante o dia". O single foi reeditado e renomeado para "Come On" pela rádio do Reino Unido.

## Recepção pela crítica
| Críticas profissionais | Críticas profissionais |
| Avaliações da crítica  | Avaliações da crítica  |
| Fonte                  | Avaliação              |
| ---------------------- | ---------------------- |
| About.com              | [ 35 ]                 |
| AOL Radio              | (favorável)            |
| Billboard              | (favorável)            |
| Digital Spy            | [ 38 ]                 |

As críticas após o lançamento da faixa geraram diversas opiniões. Andy Kellman da Allmusic denominou "S&M como uma das melhores canções dance-pop de Loud pelo "equilíbrio eficiente do lado lúdico e sinistro de Rihanna", contudo concluiu que "não era tão boa como o seu single anterior, "Rude Boy". Leah Greenblatt da revista Entertainment Weekly achou que a música era extremamente "marota" e que era "explicitamente carnal". Sal Cinquenmani da Slant Magazine e Thomas Conner do Chicago Sun Times, notaram ambos que era uma reminiscência musical dos temas obscuros de Rated R. Cinquenmani acrescentou que a canção é uma ode ao sadomasoquismo, "que animaria várias partes do corpo de Janet [Jackson]". James Skinner de BBC Music sentiu que a música "perdeu um pouco do apelo que alguns dos trabalhos do álbum anterior tinham". Skinner criticou o uso da "letra sadomasoquista", pois não era um "sinónimo do percurso de Rihanna". Steve Jones do diário USA Today realçou a falta do "tom sexualmente agressivo" apesar de "sacudir a nuvem escura da violência doméstica de 2009". Jones constatou ainda que a cantora "deixa claro o salto na sua carreira, e os caminhos que está a seguir".
Nadine Cheung da estação AOL Radio classificou a faixa como "sexy" e referenciou que o lado ousado da artista é exibido na forma como canta. Bill Lamb do portal About.com atribuiu três estrelas de cinco possíveis, constatando que "não é realmente uma canção", pois "existe uma letra frágil em torno da música, que é soldada por uma melodia dançante genérica e animada". Lamb também criticou o facto de achar que "a controvérsia morre, e não será lembrada como uma das melhores etapas de Rihanna". Monica Herrera da revista musical norte-americana Billboard revela que encara "S&M" como "a parte dois de Good Girl Gone Bad". Herrera reconheceu que as rádios poderiam recusar-se a reproduzir a canção devido à "sua letra provocadora", mas "para uma discoteca, este era o som perfeito". Nick Levine do sítio Digital Spy classificou com quatro estrelas, de cinco possíveis, considerando que se tratava "de uma fórmula semelhante à de Madonna, como Sexo + Pop = Choque". Levine prezou o facto de o tema "embutir um refrão poderoso e batidas de sintetizadores, e ainda a oferta de uma performance vocal luxuosa". A letra do tema foi distinguida pela Broadcast Music Incorporated (BMI) como Award Winning Song.

## Remisturas

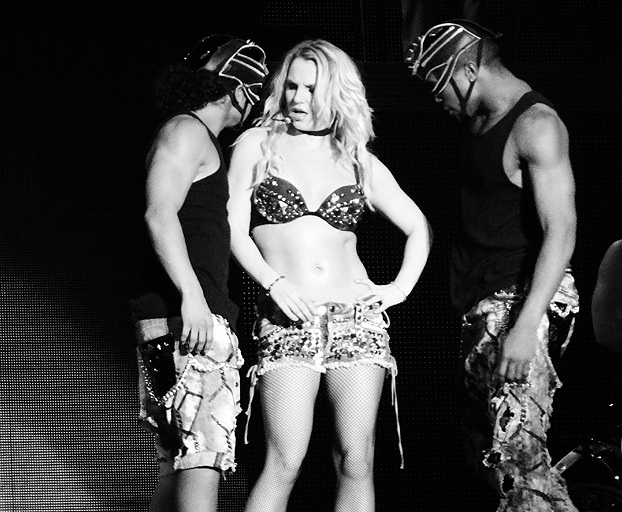
Britney Spears a interpretar a remistura de "S&M" na sua Femme Fatale Tour em 2011.

No dia 17 de Janeiro de 2011 foi divulgada na Internet uma remistura que continha versos escritos pelo rapper J. Cole. Foi consequentemente adicionada à lista de reprodução das rádios urbanas. Os DJ Dave Audé, Sidney Samson e Joe Bermudez produziram misturas, que foram lançadas num pacote pela editora Def Jam. Após o lançamento do single, Rihanna questionou os seus seguidores no Twitter sobre potenciais colaboradores, cuja escolha mais popular foi a cantora norte-americana Britney Spears. Posteriormente, na mesma rede social, a troca de mensagens entre as duas artistas causou especulação sobre a gravação do trabalho. A remistura oficial foi lançada a 11 de Abril de 2011, juntando os vocais de Spears. A nova versão incluia novas linhas semelhantes à letra original: "Apenas uma noite cheia de pecado / Sente a dor na tua pele / Resistente, eu não grito por 'misericórdia' / É a tua vez de me magoar / Se sou má, amarra-me / Cala-me, amordaça-me e obriga-me / Porque a dor é o meu prazer / Nada é melhor".
| “ | É muito estranho: Britney nunca faz colaborações... Para começar, ela gostou realmente da música, mas a história foi diferente quando teve de a cantar, e quis fazer parte dela. Tornou-se muito especial, porque não se costuma ver duas mulheres, artistas pop, a fazer músicas juntas. Chamem-nos apenas 'R&B'. | ” |

No mesmo dia em que se tornou disponível para o consumo público, Rihanna ligou para a rádio Z-100 para falar sobre a colaboração. "A princípio, não sabíamos como íamos fazer a música por causa das letras, mas tornou-se grande na rádio e é número um da pop esta semana. Para fazer uma remistura, tem de ser algo em grande", explicou a artista em entrevista ao canal televisivo MTV. O dueto transformou-se num tópico bastante falado nas redes sociais, e as cantoras trocaram várias mensagens provocantes e em tom de brincadeira sobre a faixa. Depois de Rihanna ter chamado "gangsta" à versão final da remistura, Spears respondeu: "Não és assim tão má querida".

## Vídeo musical

### Desenvolvimento
Melina Matsoukas, que tinha trabalhado com a cantora anteriormente, dirigiu o vídeo gravado durante o fim-de-semana de 15 de Janeiro de 2011 em Los Angeles. Rihanna falou sobre o período de gravações:
| “ | [Eu] passei um fim-de-semana fantástico a filmar o meu melhor/preferido vídeo de sempre! | ” |

A 19 de Janeiro, a artista revelou uma foto das gravações na sua conta no Twitter. A imagem revelava-a com grandes e frisados cabelos vermelhos, a usar um remendo em forma de coração no seu olho esquerdo e a segurar um gelado na mão, com as costas expostas. Mais fotografias foram mostradas oficialmente por Ryan Seacrest no sítio oficial do seu programa de rádio a 24 de Janeiro, revelando a cantora vestida como uma coelha da Playboy, e mais tarde, outra foto mostrava-a rodeada por elementos da imprensa, com um vestido em látex cor-de-rosa. A 27 de Janeiro no canal oficial do Youtube de Rihanna foi colocado um vídeo de trinta segundos de previsão do teledisco, e Melina falou sobre o conceito do mesmo:
| “ | O vídeo foi inspirado na relação sadomasoquista com a imprensa... não é apenas sobre um monte de chicotes e correntes. Também é refinado e colorido. Ela ama a arte pop e queria construir algo de um nível acima dos seus trabalhos anteriores. | ” |

### Sinopse

Na primeira parte, Rihanna coberta de película numa conferência, e abaixo, numa festa "censurada" numa das cenas do vídeo.

O vídeo musical, com pouco mais de quatro minutos, conta a história da luta de uma estrela da música contra as manchetes nos jornais. Começa com Rihanna a cantar em frente a uma câmara, seguindo-se de cenas em que é arrastada, esperneando, para uma conferência de imprensa, onde a cantora é imediatamente coberta por uma película de plástico. Durante a cena inicial, até ao refrão, são mostradas cenas em que a artista fala para os jornalistas com blocos de apontamentos e mordaças na boca. Durante o refrão, a jovem caminha num jardim e passeia o blogueiro Perez Hilton numa trela, e com uma mordaça em forma de esfera na boca. Todas estas fases são misturadas com uma festa "altamente censurada".
Logo depois, nas cenas seguintes, Rihanna está sentada num cadeirão vestida com látex, numa sala em que elementos da imprensa estão agarrados à parede. A cantora começa andar em direcção a eles, com um chicote na mão. Então, posteriormente, a artista aparece trajada a coelha da Playboy, e ao seu redor vão sendo projectadas imagens de manchetes de jornais, sobre variados temas relacionados com a sua realidade. Este fundo central é misturado com passagens da jovem deitada no chão amordaçada e presa nas pernas. Num dos últimos cenários, a cantora está deitada em cima de uma mesa, olhando sedutoramente para uma câmara, rodeada de repórteres que tiram fotos e apontamentos. O vídeo termina entre passagens em que a cantora lambe uma bola de gelado e trinca uma banana, terminando os jornalistas a afastar-se dela em estado de esgotamento, e para terminar, ouve-se um gemido.

### Lançamento e recepção
A estreia ocorreu exclusivamente através do serviço VEVO a 1 de Fevereiro de 2011. Jocelyn Vena da MTV afirmou que "as estrelas pop têm uma história de luta contra as suas manchetes dos jornais nos seus vídeos de música e agora é Rihanna que se diverte com os média". Brad Wete da Entertainment Weekly revelou que "com letras como estas, esperávamos um vídeo igualmente arriscado. E sim, ela está a cumprir. Esta manhã, a estrela lançou o visual, com apenas todas as ferramentas necessárias para fazer um escravo e mestre da fantasia cumprir as suas ordens". O editor revela que "há também um pouco de amor e/ou ódio pela imprensa, que inclui Rihanna em cenas de escravidão e as piadas em relação a manchetes escandalosas ("Princess of the Illuminati") voam". O analista termina a sua revisão dizendo que para o próprio "parece mais prazer do que lamento". Jason Lipshutz da revista norte-americana Billboard fez relevo às "características individuais requintadas por conjuntos de peças que oferecem uma visão torcida sobre a sexualidade hardcore", e Amèle Debey da People Premiere em França partilhou a mesma opinião, contudo acrescentou que "é uma aposta segura da cantora de Barbados". Ann Lee do jornal britânico Metro considerou que era um "vídeo divertido, sendo um bom escape para os rumores que vão sendo relevados sobre o caso lésbico que a artista possa ter tido". Matthew Perpetua da revista Rolling Stone disse que "destaca-se principalmente pela maneira que não pára de bater dolorosamente em cores brilhantes e palhaçadas desagradáveis - até que começamos a gostar dele".

### Controvérsia e banimento
Após o seu lançamento, o teledisco foi imediatamente banido em onze países, como na Ásia Meridional, devido à suposta apresentação de conteúdo de cariz sexual. Foi também considerado como "inapropriado" para utilizadores com idade inferior a 18 anos no sítio YouTube, e foi colocada uma mensagem de restrição: "Este conteúdo pode incluir material sinalizado pela comunidade de utilizadores do YouTube que pode ser impróprio para alguns utilizadores". Rihanna respondeu às notícias através da sua conta no Twitter, afirmando o seguinte: "Eles viram o Umbrella... Estava totalmente nua". Posteriormente a todos estes acontecimentos, a MTV afirmou que transmitiria-o na sua íntegra sem edições, e a cantora decidiu colocar sem restrições a visualização completa do teledisco na sua página oficial na Internet. A directora do projecto, Melina Matsoukas também respondeu ao banimento e toda a controvérsia, afirmando:
| “ | Quando trabalho, faço algo com a intenção que seja banido - [bem], não para proibir, quero sempre ver os meus projectos realizados e transmitidos - mas para fazer algo provocativo... assim quando se vê algo que é provocativo, geralmente há sempre repercussões. Vai ser falado, proibido, ou até caluniado, de alguma forma. Mas faz efeito, as pessoas falam sobre isso, então, para mim, faz sucesso. | ” |

Outra polémica surgiu com alegações de plágio, envolvendo semelhança do vídeo à sessão fotográfica entre 1995 a 2003 para a Vogue Italia por David LaChapelle, com inúmeras fontes de informação comparando "lado-a-lado os trabalhos anteriores de LaChapelle e capturas de ecrã do trabalho de Matsoukas". Alguns dias após estas alegadas comparações, LaChapelle processou Rihanna e Matsoukas por danos não especificados, afirmando que o vídeo da música é "directamente derivado" de processos de criação próprios, "copiando a composição, conceito total, tom, humor, tema, cores, adereços, configurações, decorações, figurinos e iluminação" de oito das suas imagens.
Em Junho de 2011, o fotógrafo alemão Philipp Paulus também entrou com um processo judicial contra a cantora e a sua editora discográfica por alegadas violações de direitos de autor em várias cenas do vídeo musical onde Rihanna veste um vestido longo e está colada na parede com uma folha de plástico a cobri-la. De acordo com Paulus, a artista e Matsoukas apropriaram-se da sua sessão fotográfica Paperworld.

## Divulgação e outras versões

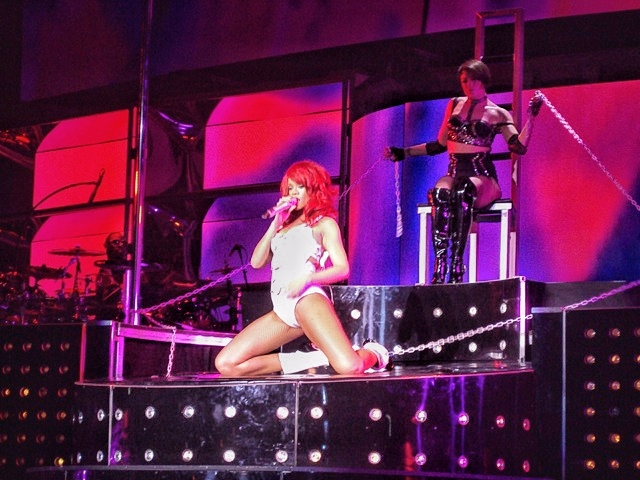
Rihanna a interpretar "S&M" na sua The Loud Tour no verão de 2011, performance semelhante à realizada na cerimónia Billboard Music Awards de 2011.

A primeira interpretação ao vivo da faixa foi na edição de 2011 dos Brit Awards, como parte da mistura com outras duas canções retiradas de Loud, "Only Girl (In the World)" e "What's My Name?". A cantora tinha planeado executar "S&M" na sua versão completa, para suporte da sua promoção no Reino Unido, contudo, a organização da cerimónia pediu para "diminuir o tom das referências sexuais incluídas na letra". Foi relatado que Rihanna teria ficado "furiosa" por ter recebido tal solicitação e chegou a considerar alterar a música para apresentar. Um repórter do jornal Metro afirmou que "ela acredita que não vai fazer justiça à música se tiver de alterar o seu conteúdo lírico, além de ser uma violação de sua integridade artística". "Ela pode acabar não interpretando S&M e escolher fazer um número pop mais 'seguro' para manter os puritanos em baía". Na noite da actuação, a artista apenas cantou um verso do refrão do tema. O alinhamento foi alterado para evitar queixas semelhantes às que foram recebidas após o final da sétima temporada de  The X Factor a 11 de Dezembro de 2010. Nesse dia, a jovem foi criticada por usar uma roupa provocante para a realização de uma rotina de dança sugestiva, adjectivada como "repugnante", pois foi transmitida antes das 21 horas e quebrou o sistema do Reino Unido que não permite conteúdo adulto a ser transmitido antes desse horário. Entre Fevereiro e Março de 2011, a cantora interpretou o single durante a fase na Austrália da sua digressão mundial Last Girl on Earth Tour.
A cerimónia anual Billboard Music Awards teve como abertura uma performance da remistura oficial de "S&M", em conjunto com Spears a 22 de Maio de 2011 na MGM Grand Garden Arena em Las Vegas. As cantoras utilizaram ambas roupas reduzidas e provocantes; Rihanna estava de branco, com botas de salto alto. Spears estava vestida com roupa preta, uma máscara e orelhas de coelho, e ambas estavam acorrentadas com algemas. O desempenho envolveu dança do varão, uma luta de almofadas e um beijo na bochecha no final. O espectáculo tornou-se controverso entre os média, e Rihanna deu uma entrevista em que falava sobre o sucedido:
| “ | Foi engraçado. Nada correu mal. Nós não curtimos. Quer dizer, eu realmente não ouvi [que era controverso], mas fui até o Twitter para ver o que os meus fãs pensavam sobre tudo isto e eles gostaram de nos ver [eu e Britney Spears] em cima do palco juntas, por isso, haverá algumas pessoas que acharam que foi muito sensual, mas isso é normal encontrar alguém que o ache, você sabe. As pessoas vão sempre falar quer faça bem ou mal. Apenas temos de ser nós próprios. | ” |

A artista interpretou a obra em conjunto com "Only Girl (In the World)", "What's My Name?" e "California King Bed" a 27 de Maio de 2011 no programa da NBC, Today, como uma série de concertos de verão. Além dos programas de televisão, a canção foi incluída no alinhamento da digressão The Loud Tour, que continha um palco elaborado com o tema de "S&M". Durante a actuação, Rihanna cantava a sua versão de "Darling Nikki" de Prince com três dançarinas semi-nuas, transitando para a faixa principal. Britney também englobou a obra na sua turné Femme Fatale Tour, em conjunto com "...Baby One More Time". Em 2012, a artista inseriu no terceiro lugar da lista para o festival de verão Radio 1's Hackney Weekend. Lee Latchford-Evans do grupo britânico Steps fizeram a sua versão da música durante a sua tournée, em mistura com "Moves Like Jagger" de Maroon 5 com Christina Aguilera. No filme Pitch Perfect, o elenco, que inclui a compositora Ester Dean, interpretou "S&M" em conjunto com outras canções sobre sexo. A edição acabou por ser incluída na banda sonora da película. Em 2013, o tema voltou a ser interpretado durante a Diamonds World Tour.

## Faixas e formatos
A versão digital de "S&M" contém apenas uma faixa com duração de quatro minutos e três segundos. Foi ainda lançado um extended play (EP) com quatro constituintes, incluindo o vídeo musical, e um pacote digital que contém nove remisturas a partir da faixa original, com duração total de quarenta e sete minutos e oito segundos. Na Europa, a música também foi comercializada em versão CD single, possuindo duas faixas no total, sendo que uma delas é a versão do álbum e outra uma das remisturas incluídas no EP digital. Em Abril, foi editada uma remistura em single com os vocais de Britney Spears.
| Descarga digital |        |         |  |
| N.º              | Título | Duração |  |
| 1.               | "S&M"  | 4:03    |  |

| EP digital     |                            |         |  |
| N.º            | Título                     | Duração |  |
| 1.             | "S&M"                      | 22:23   |  |
| 2.             | "S&M" (Dave Audé Club)     | 7:27    |  |
| 3.             | "S&M" (Sidney Samson Club) | 6:49    |  |
| 4.             | "S&M" (vídeo musical)      | 4:04    |  |
| Duração total: | Duração total:             | 47:08   |  |

| Pacote de remisturas |                                  |         |  |
| N.º                  | Título                           | Duração |  |
| 1.                   | "S&M" (Dave Audé Radio)          | 3:49    |  |
| 2.                   | "S&M" (Sidney Samson Radio)      | 3:19    |  |
| 3.                   | "S&M" (Joe Bermudez Chico Radio) | 3:49    |  |
| 4.                   | "S&M" (Dave Audé Club)           | 7:28    |  |
| 5.                   | "S&M" (Sidney Samson Club)       | 6:50    |  |
| 6.                   | "S&M" (Joe Bermudez Chico Club)  | 5:17    |  |
| 7.                   | "S&M" (Dave Audé Club Dub)       | 6:29    |  |
| 8.                   | "S&M" (Sidney Samson Dub)        | 6:50    |  |
| 9.                   | "S&M" (Joe Bermudez Chico Dub)   | 5:17    |  |
| Duração total:       | Duração total:                   | 47:08   |  |

| CD single      |                             |         |  |
| N.º            | Título                      | Duração |  |
| 1.             | "S&M" (versão do álbum)     | 4:04    |  |
| 2.             | "S&M" (Sidney Samson Radio) | 3:19    |  |
| Duração total: | Duração total:              | 7:23    |  |

| Descarga digital - single de remistura |                            |         |  |
| N.º                                    | Título                     | Duração |  |
| 1.                                     | "S&M" (com Britney Spears) | 4:17    |  |

## Desempenho nas tabelas musicais
Após o lançamento do álbum, no Reino Unido a 15 de Novembro de 2010, "S&M" estreou na quinquagésima quinta posição na UK Singles Chart. Depois de semanas de subidas e descidas, a canção atingiu a melhor posição com o terceiro lugar. Na tabela UK R&B Singles Chart manteve-se na liderança durante três semanas consecutivas e foi o segundo tema urbano mais vendido de 2011. Devido à sua sucessão positiva em território britânico, foi certificada como disco de platina pela British Phonographic Industry (BPI). Na restante Europa, a obra conseguiu um desempenho positivo nas tabelas musicais de vários países, conseguindo chegar às dez melhores posições; Na Polónia conseguiu liderar a 23 de Abril de 2011 por duas semanas consecutivas, na Dinamarca obteve o segundo lugar, bem como na Alemanha. Em França, ficou na 3.ª posição por duas edições seguidas. Em Portugal, conseguiu atingir o sexto posto nas mais vendidas no país digitalmente.
Na Austrália, a faixa estreou na posição 87 a 29 de Novembro de 2010. Foi enviada posteriormente para as rádios locais a 17 de Janeiro de 2011, sendo que subiu à vigésima sétima posição na semana de 23 de Janeiro. Desde então, esteve na primeira posição durante cinco semanas não-consecutivas na tabela australiana, sendo certificada como disco de platina sêxtuplo pelas mais de 420 mil cópias vendidas no país. A melodia entrou no sétimo lugar na New Zealand Singles Chart a 7 de Fevereiro de 2011, conseguindo mais tarde chegar ao segundo. A Recording Industry Association of New Zealand (RIANZ), pelas mais de 15 mil cópias distribuídas no país, certificou o single com platina.
Nos Estados Unidos, "S&M" debutou a 53.º lugar e chegou à trigésima terceira posição na sua quarta semana. A faixa entrou na lista dez das músicas mais vendidas no Norte da América, atingindo o oitavo lugar na sua segunda semana consecutiva como mais descarregada digitalmente com 145 mil cópias legais e 30 milhões de audiência nas rádios. Chegou posteriormente à terceira posição da Billboard Hot 100, a 17 de Março de 2011, com mais de 1 milhão de cópias digitais vendidas. Na edição da Billboard publicada a 30 de Abril, a versão de álbum de "S&M" e a sua remistura oficial com a colaboração de Britney venderam 293 mil unidades combinadas; substituindo "E.T." de Katy Perry no topo da Hot 100, tornando-se o décimo single de Rihanna a chegar a número um nos Estados Unidos e empatando-a com Janet Jackson em quarto lugar das artistas femininas a conseguirem tal feito. Com apenas quatro anos, onze meses e duas semanas entre o seu primeiro acto e o seu décimo, a cantora estableceu um novo recorde para um músico a solo. A jovem passou a ser a primeira a conseguir mais números um na tabela Pop Songs em dezanove anos de história. A  Recording Industry Association of America (RIAA) atribuiu quatro platinas à canção pelos mais de quatro milhões de cópias distribuídas em território norte-americano. Na Canadian Hot 100, "S&M" estreou na septuagésima segunda posição, posteriormente chegou ao quarto lugar como melhor. A música chegou a ser a mais descarregada no Canadá, vendendo mais de 21 mil cópias e crescendo em 80% na sua audiência nas rádios canadianas.
| Tabelas musicais (2010 - 2011)                   | Melhores posições |
| ------------------------------------------------ | ----------------- |
| Alemanha - Media Control AG                      | 2                 |
| Austrália - ARIA Charts                          | 1                 |
| Áustria - Ö3 Austria Top 75                      | 4                 |
| Bélgica - Ultratop (Flandres)                    | 3                 |
| Bélgica - Ultratop (Valónia)                     | 4                 |
| Brasil - Brasil Hot 100 Airplay                  | 25                |
| Brasil - Brasil Hot Pop & Popular                | 8                 |
| Canadá - Canadian Hot 100                        | 1                 |
| Coreia do Sul - Gaon International Chart         | 4                 |
| Dinamarca - Tracklisten                          | 2                 |
| Escócia - Scottish Singles Chart                 | 3                 |
| Eslovênia - IFPI                                 | 4                 |
| Espanha - PROMUSICAE                             | 3                 |
| Estados Unidos - Billboard Hot 100               | 1                 |
| Estados Unidos - Billboard Pop Songs             | 1                 |
| Estados Unidos - Billboard Dance/Club Play Songs | 1                 |
| Estados Unidos - Billboard R&B/Hip-Hop Songs     | 59                |
| Finlândia - Suomen virallinen lista              | 4                 |
| França - SNEP                                    | 3                 |
| Hungria - Rádiós Top 40                          | 1                 |
| Irlanda - IRMA                                   | 3                 |
| Israel - Media Forest                            | 1                 |
| Itália - FIMI                                    | 6                 |
| Luxemburgo - Luxembourg Digital Songs            | 4                 |
| Noruega - VG-lista                               | 2                 |
| Nova Zelândia - RIANZ                            | 2                 |
| Países Baixos - Dutch Top 40                     | 7                 |
| Polónia - ZPAV                                   | 1                 |
| Portugal - Top Digital - Full Track              | 6                 |
| Reino Unido - UK Singles Chart                   | 3                 |
| Reino Unido - UK R&B Singles Chart               | 1                 |
| Chéquia - Czech Airplay Chart                    | 8                 |
| Suécia - Sverigetopplistan                       | 2                 |
| Suíça - Schweizer Hitparade                      | 2                 |

| Tabela musical (2011)                            | Posição |
| ------------------------------------------------ | ------- |
| Austrália - ARIA Singles Chart                   | 11      |
| Áustria - Austrian Singles Chart                 | 17      |
| Bélgica - Ultratop (Flandres)                    | 14      |
| Bélgica - Ultratop (Valónia)                     | 12      |
| Canadá - Canadian Hot 100                        | 20      |
| Dinamarca - Tracklisten                          | 25      |
| Espanha - Spanish Singles Chart                  | 22      |
| Estados Unidos - Billboard Hot 100               | 12      |
| Estados Unidos - Billboard Pop Songs             | 15      |
| Estados Unidos - Billboard Dance/Club Play Songs | 2       |
| Hungria - Rádiós Top 40                          | 23      |
| Irlanda - Irish Singles Chart                    | 13      |
| Nova Zelândia - New Zealand Singles Chart        | 18      |
| Reino Unido - UK Singles Chart                   | 12      |
| Suécia - Sverigetopplistan                       | 15      |
| Suíça - Schweizer Hitparade                      | 25      |

| País           | Provedor   | Certificação |
| -------------- | ---------- | ------------ |
| Alemanha       | BVMI       | Ouro         |
| Austrália      | ARIA       | 6× Platina   |
| Bélgica        | IFPI       | Ouro         |
| Dinamarca      | IFPI       | Platina      |
| Espanha        | PROMUSICAE | Platina      |
| Estados Unidos | RIAA       | 4× Platina   |
| Itália         | FIMI       | Platina      |
| Nova Zelândia  | RIANZ      | Platina      |
| Reino Unido    | BPI        | Platina      |
| Suécia         | GLF        | Ouro         |
| Suíça          | IFPI       | Platina      |

## Créditos
Toda a produção do single atribui os seguintes créditos:
| - Vocais: Robyn Rihanna Fenty - Composição: Mikkel S. Eriksen, Tor Erik Hermansen, Sandy Wilhelm, Ester Dean - Produção: Stargate, Sandy Vee - Gravação: Mikkel S. Eriksen, Miles Walker, Sandy Vee - Produção vocal: Kuk Harrell - Gravação vocal: Kuk Harrell, Josh Gudwin, Marcos Tovar | - Assistência de gravação vocal: Bobby Campbell - Produção musical adicional: Veronika Bozeman - Mistura: Sandy Vee, Phil Tan - Engenharia: Damien Lewis - Instrumentos: Mikkel S. Eriksen, Tor Erik Hermansen, Sandy Vee - Vocais de suporte: Ester Dean, Tim Blacksmith, Danny D. |

## Histórico de lançamento
"S&M" foi enviada para as rádios norte-americanas a 23 de Janeiro de 2011 através da Def Jam. Mais tarde, a 11 de Fevereiro, foi disponibilizada na iTunes Store de vários países, seguindo-se dias depois uma versão em formato extended play (EP) e um pacote de remisturas. Em Março, a faixa foi comercializada em CD single na Europa, nomeadamente na Alemanha e França. Para finalizar a sua promoção, foi lançado como single digital de remistura com a colaboração de Britney Spears a 11 de Abril no Canadá e Estados Unidos, e no dia seguinte em vários outros territórios.
| País           | Data                    | Formato                     | Editora discográfica |
| -------------- | ----------------------- | --------------------------- | -------------------- |
| Estados Unidos | 23 de Janeiro de 2011   | Rádio mainstream e rhythmic | Def Jam              |
| Áustria        | 11 de Fevereiro de 2011 | Descarga digital            | Def Jam              |
| Brasil         | 11 de Fevereiro de 2011 | Descarga digital            | Def Jam              |
| Finlândia      | 11 de Fevereiro de 2011 | Descarga digital            | Def Jam              |
| Portugal       | 11 de Fevereiro de 2011 | Descarga digital            | Def Jam              |
| Argentina      | 18 de Fevereiro de 2011 | EP digital                  | Def Jam              |
| Brasil         | 18 de Fevereiro de 2011 | EP digital                  | Def Jam              |
| Hungria        | 18 de Fevereiro de 2011 | EP digital                  | Def Jam              |
| Portugal       | 18 de Fevereiro de 2011 | EP digital                  | Def Jam              |
| Alemanha       | 28 de Fevereiro de 2011 | Pacote de remisturas        | Def Jam              |
| Nova Zelândia  | 28 de Fevereiro de 2011 | Pacote de remisturas        | Def Jam              |
| Países Baixos  | 28 de Fevereiro de 2011 | Pacote de remisturas        | Def Jam              |
| Portugal       | 28 de Fevereiro de 2011 | Pacote de remisturas        | Def Jam              |
| União Europeia | 17 de Março de 2011     | CD single                   | Def Jam              |
| Alemanha       | 18 de Março de 2011     | CD single                   | Def Jam              |
| França         | 22 de Março de 2011     | CD single                   | Def Jam              |
| Canadá         | 11 de Abril de 2011     | Single de remistura         | Def Jam              |
| Estados Unidos | 11 de Abril de 2011     | Single de remistura         | Def Jam              |
| Austrália      | 12 de Abril de 2011     | Single de remistura         | Def Jam              |
| França         | 12 de Abril de 2011     | Single de remistura         | Def Jam              |
| Finlândia      | 12 de Abril de 2011     | Single de remistura         | Def Jam              |
| Portugal       | 12 de Abril de 2011     | Single de remistura         | Def Jam              |
| Suíça          | 12 de Abril de 2011     | Single de remistura         | Def Jam              |